# Scuola cartografica maiorchina

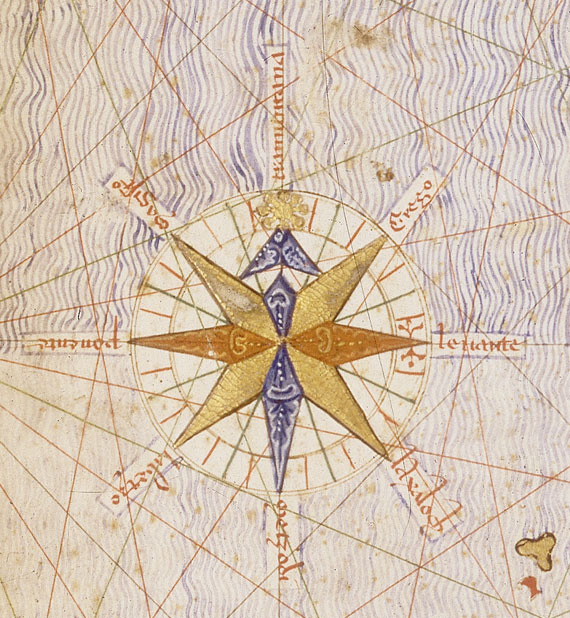
La prima rosa dei venti, raffigurata su una mappa con la stella polare posta a Nord - particolare dall'Atlante catalano.

"Scuola cartografica maiorchina", anche scuola cartografica catalana (ca. escola cartogràfica mallorquina e Escola cartogràfica catalana), è il termine coniato dagli storici per riferirsi al consesso di cartografi, cosmografi e costruttori di strumenti di navigazione prevalentemente ebrei e alcuni associati cristiani attivi a Maiorca nei secoli XIII, XIV e XV fino all'espulsione degli ebrei. Questo consesso di tecnici e artisti comprende anche autori attivi in Catalogna, principale sbocco sul mare (Mediterraneo) del Regno d'Aragona cui Maiorca (e le Baleari) apparteneva in quegli anni.
Il celebre Atlante catalano, attribuito al cartografo ebreo-maiorchino Abraham Cresques, è considerato l'epitome della scuola cartografica maiorchina.
La scuola cartografico maiorchina-catalana è spesso contrapposta alla contemporanea scuola cartografica genovese-veneziana, impropriamente definita "scuola cartografica italiana".

## Origini

### Contesto tecnologico-culturale

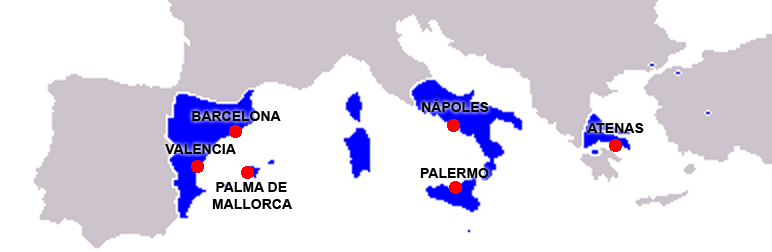
I domini della Casa d'Aragona al tempo di re Pietro IV, ca. 1350

L'isola di Maiorca, la più grande delle Isole Baleari nel Mediterraneo occidentale, vanta una lunga storia di navigazione. Mercanti musulmani ed ebrei parteciparono ad ampi commerci attraverso il Mar Mediterraneo con l'Italia, l'Egitto e la Tunisia, e nel XIV secolo il loro commercio entrò nell'Atlantico, raggiungendo l'Inghilterra e i Paesi Bassi. Regno musulmano indipendente per gran parte dell'Alto Medioevo, Maiorca passò sotto il dominio cristiano nel 1231, pur mantenendo la sua indipendenza come Regno di Maiorca fino al 1344, quando fu annessa in modo permanente alla Corona d'Aragona per opera di re Pietro IV d'Aragona (regno 1336-1387). Ciò coincise con il periodo di massima espansionismo aragonese nel Mediterraneo che aveva riunito sotto un unico scettro il Regno d'Aragona, il Principato di Catalogna, il Regno di Sardegna e Corsica, il Regno di Sicilia e il Ducato di Atene e il Ducato di Neopatria in Grecia.
Dovendo governare su questa compagine trans-mediterranea, gli Aragonesi fecero spesso ricorso alle competenze nautiche, cartografiche e mercantili maiorchine: mercanti e marinai di Maiorca guidarono infatti il tentativo aragonese di impadronirsi delle Isole Canarie, appena scoperte nell'Atlantico, negli anni 1340 e 1360: spedizione di Jaume Ferrer nel 1343; fondazione del vescovado di Telde nel 1351 (rifondazione nel 1369); ecc.
Cosmografi e cartografi maiorchino-catalani sperimentarono e svilupparono proprie tecniche cartografiche. Secondo alcuni studiosi (es. Nordenskiold) furono loro i responsabili, intorno al 1300, dell'invenzione del "portolano", la prima carta nautica realistica e dettagliata, grigliata da una rete lossodromica con linee di bussola che potevano essere utilizzate per dedurre le esatte direzioni della navigazione tra due punti qualsiasi.

### La contesa sull'origine della moderna cartografia nautica
I portolani, apparsi piuttosto improvvisamente dopo il 1300, si discostano nettamente da tutte le mappe precedenti. A differenza della Mappa Mundi circolare della tradizione "accademica" cristiana, il portolano era orientato verso nord e si concentrava su una rappresentazione realistica delle distanze geografiche con un grado di accuratezza sorprendente, anche per gli standard moderni. Gli storici ipotizzano che il portolano sia frutto delle informazioni di prima mano di marinai e mercanti, possibilmente assistiti da astronomi, e destinati espressamente alla navigazione, specie per il tracciamento tramite bussola delle rotte di navigazione.
Sia Maiorca sia Genova hanno rivendicato l'invenzione del portolano ed è improbabile che la questio venga mai risolto. Poche opere sono sopravvissute fino ai giorni nostri, rendendo impossibile una datazione certa. Il portolano più antico oggi in nostro possesso è la Carta Pisana, datata al XIII secolo (spec. 1275-1300), la prima carta nautica moderna. Le carte successive, della prima metà del XIV secolo, sembrano essere opera di cartografi genovesi, e le carte maiorchine compaiono solo nella seconda metà del secolo. Pertanto, molti storici derivano la cartografia maiorchina da quella genovese, citando la misteriosa figura di Angelino Dulcert, forse un immigrato genovese che lavorò a Maiorca negli anni 1330 quale intermediario chiave nella trasmissione. Altri studiosi hanno invece abbracciato l'ipotesi di Nordenskiöld secondo cui le carte sopravvissute siano fuorvianti e che le prime mappe genovesi fossero copie fedeli d'un prototipo (oggi perduto), composto intorno al 1300 da un ignoto cosmografo maiorchino, forse supportato da Raimondo Lullo. Una posizione intermedia riconosce la priorità genovese ma insiste sull'originalità della scuola maiorchina, ispirata ma non derivata dal lavoro genovese. La ricerca recente tende a propendere per la prima ipotesi e/o per quella intermedia.

## Stile maiorchino

L'Europa - particolare dell'Atlante catalano (riproduzione moderna).

Indipendentemente dall'origine esatta, gli storici concordano sul fatto che i maiorchini abbiano sviluppato il proprio stile distintivo o "scuola" di cartografia portolana, ben distinguibile dalla "scuola italiana". Entrambi i modelli si concentrano sulla stessa area geografica, quella che a volte viene chiamata il "portolano normale", il Mar Mediterraneo, il Mar Nero e la costa dell'Oceano Atlantico fino ai dintorni delle Fiandre, cioè l'area frequentemente percorsa da mercanti e marinai mediterranei di allora. Col progredire del tempo e della conoscenza, alcuni cartografi estesero i confini geografici del portolano normale per includere una fascia più ampia dell'Oceano Atlantico, comprese molte isole atlantiche (reali e mitiche), un tratto più lungo della costa occidentale africana a sud, il Mar Baltico a nord e il Mar Caspio a est. Tuttavia, l'attenzione centrale sul Mediterraneo rimase ovunque e la scala è stata cambiata raramente.
La distinzione tra la scuola maiorchina e scuola italiana è di stile, non di forma. I portolani italiani erano sobri e minimali, strettamente focalizzati sui dettagli costieri, con le aree interne lasciate in gran parte o completamente vuote e le carte in gran parte prive di illustrazioni.
Lo stile maiorchino, i cui inizi sono già decifrabili nella carta del 1339 di Angelino Dulcert e la cui epitome è il celebre Atlante catalano del 1375 (attribuito al maiorchino Abraham Cresques), prevede molti più dettagli dell'entroterra, è pieno di ricche illustrazioni colorate, raffiguranti città, catene montuose, fiumi nonché miniature di persone.

### Caratteristiche
Tra le caratteristiche per eccellenza replicate in quasi tutte le classifiche maiorchine si annoverano:
- note ed etichette sparse in catalano;
- il Mar Rosso dipinto di rosso;
- le montagne dell'Atlante raffigurate come una palma;
- le Alpi come una zampa di gallina;
- il Tago come un bastone da pastore, con la curva che avvolge la città di Toledo;
- il Danubio come una catena di maglie o collinette;
- la Boemia come ferro di cavallo;
- l'isola di Lanzarote colorata con uno scudo genovese (croce rossa su fondo bianco);
- l'isola di Rodi colorata con uno scudo con una croce (stemma dei cavalieri di Rodi);
- lo scudo a strisce della Corona d'Aragona è replicato il più spesso possibile e copre la stessa Maiorca.
- una rosa dei venti da qualche parte sulla mappa, con la stella polare posta a nord.[N 2]

Tra le persone raffigurate abitualmente figurano: commercianti lungo la Via della seta e la rotta trans-sahariana, l'imperatore del Mali seduto su una miniera d'oro e la nave di Jaume Ferrer.
Sebbene la scuola italiana abbia mantenuto l'originale stile minimalista, alcuni successivi cartografi italiani, come i fratelli Pizzigani e Battista Beccario, giocarono con temi maiorchini e introdussero alcune delle loro caratteristiche nelle proprie mappe.

Sebbene alcuni storici amino distinguere le carte italiane come "nautiche" e le carte maiorchine come "nautico-geografiche", è importante notare che i portolani di Maiorca non hanno sacrificato la funzione nautica basilare. Pur spogliate delle loro tipiche illustrazioni, le mappe maiorchine sono infatti dettagliate e funzionali tanto quanto quelle italiane.
La scuola maiorchina andò in declino dopo il 1440, quando i suoi autori sembrano aver perso la comprensione dei simboli che disegnavano sulle loro mappe. Le mappe di botteghe successive, come quelle delle famiglie Viladestes e Valseca, mostrano una significativa perdita di informazioni geografiche ed etnografiche a causa della scomparsa e dell'errata interpretazione di molti simboli.

## Membri
I principali membri della scuola di cartografia maiorchina furono:
- Angelino Dulcert (fl. 1325-1339) - forse un immigrato italiano[12] di formazione cartografica genovese.
- Abraham Cresques (att. 1375)
- Jehuda Cresques ("Jaume Riba"/"Jacobus Ribes")
- Haym ibn Risch ("Juan de Vallsecha")
- Guillem Soler (att. 1380)
- Mecia de Viladestes (att. 1410)
- Jacomé di Maiorca (1420?) - trasferito in Portogallo
- Gabriel de Vallseca (fl. 1430-40)[8][18]
- Pere Rosell (fl. 1460)
- Jaume Bertran (att. 1480).

A differenza dell'Italia, dove erano distinti i mestieri della liuteria e della cartografia, la maggior parte dei cartografi maiorchini lavorava anche come fabbricanti di strumenti nautici - spesso figurando nei registri civici sia come maestro cartografo sia come bruixoler ("creatore di bussole"). Alcuni erano anche cosmografi dilettanti o professionisti, con esperienza in astrologia e astronomia, ed inserivano frequentemente calendari astronomici nei loro atlanti.
La maggior parte dei membri della scuola maiorchina (con l'eccezione di Soler) erano ebrei, praticanti o conversi. Di conseguenza, la scuola soffrì pesantemente e alla fine finì con l'estensione della conversione della forza, delle espulsioni e dell'Inquisizione spagnola nei domini della Corona d'Aragona alla fine del XV secolo.
La produzione dei portolani medievali può essere suddivisa in due grandi scuole: quella italiana e quella catalana. I cartografi medievali italiani provenivano principalmente da Genova e Venezia. Le carte catalane sono state realizzate a Maiorca e a Barcellona. Oltre a queste due scuole principali, sono state realizzate alcune mappe in Portogallo, ma non ne sono sopravvissuti esemplari.
Gli abitanti di Maiorca erano grandi navigatori e cartografi. La loro conoscenza geografica è stata acquisita da esperienza diretta e sviluppata in un'atmosfera multiculturale. I mercanti musulmani ed ebrei parteciparono a vasti commerci con l'Egitto e la Tunisia e nel XIV secolo iniziarono a fare affari con l'Inghilterra e i Paesi Bassi. Questi gruppi non erano limitati dalle regole imposte dalla struttura cristiana e le loro mappe erano molto in anticipo sui tempi. Il professor Gerald Crone, studioso di cartografia medievale, ha detto di questi cartografi, che "hanno scavalcato i limiti della tradizione e hanno anticipato le conquiste del Rinascimento." Le mappe che realizzavano erano apprezzate dai principi e dai governanti della Spagna continentale e di altri paesi. Le mappe maiorchine erano facili da riconoscere per le loro illustrazioni dai colori vivaci di caratteristiche geografiche significative e ritratti di governanti stranieri.
La prima mappa della scuola maiorchina è considerata essere il portolano realizzato da Angelino Dulcert nel 1339, oggi conservato nella Biblioteca nazionale di Francia, a Parigi. Anche in questo primo lavoro erano presenti tutte le caratteristiche distintive della scuola. Dulcert ha realizzato disegni precisi e colorati che hanno mostrato tutti i dettagli topografici inclusi fiumi, laghi, montagne, ecc. Le note descrittive nella mappa erano scritte in latino.
I cartografi più famosi della scuola maiorchina erano ebrei.

### L'Atlante catalano e i Cresques

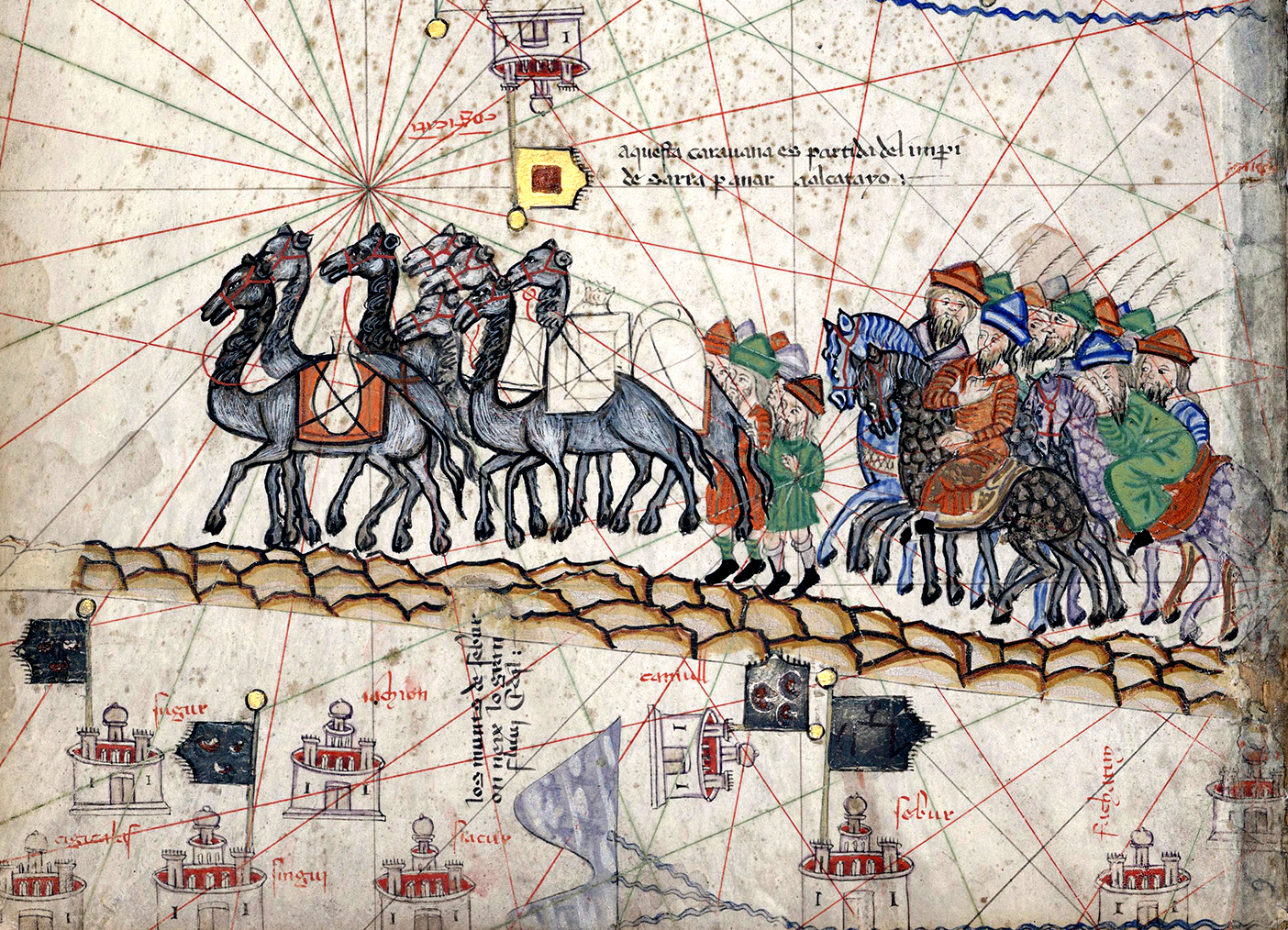
La carovana di Marco Polo - particolare dall'Atlante catalano.

Abraham Cresques, noto anche come Cresques l'ebreo, fu nominato Mestre de Mapes i Brúixoles (it. "Maestro di carte geografiche e compassi") da Giovanni I d'Aragona (regno 1387-1396). Il denaro che ottenne per il suo ufficio fu utilizzato per costruire bagni per ebrei a Palma di Maiorca. Nel biennio 1374-1375, Abramo e il figlio Jehuda Cresques lavorarono ad un ordine speciale. Giovanni I aveva commissionato una mappa che mostrasse lo Stretto di Gibilterra, la costa atlantica e l'oceano stesso. L'opera realizzata dai Cresques ha preso il nome di "Atlante catalano" ed è la più importante mappa in lingua catalana del periodo medievale. Le prime due carte che costituiscono la porzione orientale dell'Atlante catalano riportano numerosi riferimenti religiosi ed una sintesi delle mappamundi medievali (es. Gerusalemme situata vicino al centro della composizione) e della letteratura di viaggio dell'epoca, in particolare Il Milione di Marco Polo e il Viaggio di Sir John Mandeville. Si possono identificare molte città indiane e cinesi. I testi esplicativi riportano le usanze descritte da Marco Polo. Cresques, conoscitore della Lingua araba, utilizzò anche i racconti di viaggio dell'esploratore marocchino Ibn Battuta. La Mecca è raffigurata ha una cupola blu e mostra la preghiera musulmana. Il testo accanto all'immagine è:
Mentre le aree sotto il controllo musulmano erano contrassegnate da cupole, Gerusalemme era circondata da racconti dell'Antico e del Nuovo Testamento come il Giardino dell'Eden, la Crocifissione, l'Arca di Noè e altri.

L'immagine della carovana è accompagnata dal racconto di viaggio di Marco Polo:
L'Atlante catalano fu donato a Carlo VI di Francia (regno 1380-1422) anche se espulse tutti gli ebrei dalla Francia nel 1394. L'opera si trova ora nella Biblioteca nazionale di Francia. Alcune mappe di Cresques furono menzionate negli inventari di Spagna e Francia alla fine del 1387.
Jehuda Cresques continuò la tradizione paterna. Fu costretto a convertirsi al cristianesimo nel 1391, mutando nome in Jacobus Ribes. Fu chiamato "lo Jueu buscoler" (la mappa ebrea), o "el jueu de les bruixoles" (la bussola ebrea). A Jehuda fu ordinato di trasferirsi a Barcellona, dove continuò il suo lavoro come cartografo di corte. In seguito, fu invitato in Portogallo da Enrico il Navigatore, ma le sue mappe furono sempre realizzate in stile maiorchino ed è per questo che fu chiamato "Mestre Jacome de Malhorca". Sarebbe stato il primo direttore dell'osservatorio astronomico della Scuola di Sagres, parnaso dei naviganti portoghesi dell'età della scoperta la cui effettiva esistenza è però oggi dibattuta.

### Altri cartografi ebrei
Un altro famoso cartografo ebreo fu Haym ibn Risch, anch'egli costretto a convertirsi al cristianesimo (prese il nome di Juan de Vallsecha) e probabilmente padre di Gabriel de Vallseca, autore della famosa mappamundi poi utilizzato da Amerigo Vespucci. Gabriel ha anche prodotto mappe molto accurate del Mar Nero e del Mar Mediterraneo. Un altro cartografo ebreo fu Mecia de Vildestes una cui mappa, datata 1413, è esposta alla Bibliothèque Nationale di Parigi.
Le persecuzioni antiebraiche posero fine alla famosa scuola di cartografia di Maiorca.

### Esplicative
1. ↑  Caraci 1959; Magnaghi 1909 era invece arrivato ad includere anche Soler, Rosell ed altri nel novero degli immigrati italiani latori della conoscenza cartografica a Maiorca.
2. ↑  Più tardi, anche le mappe italiane inclusero una rosa dei venti ma mettendo un circumflex (^) come segno del nord. Le mappe portoghesi, dal 1504, usavano invece un fleur-de-lis come contrassegno del nord - v.si Winter 1947, p. 25.

### Bibliografiche
1. 1 2 3  (EN) Bagrow L e Skelton RA, History of Cartography, Watts, 1964,  pp. 65-66.
2. 1 2  (EN) Bisson TN, The Medieval Crown of Aragon: A Short History, Oxford, Clarendon Press, 1986,  pp. 105-107, ISBN 0-19-821987-3.
3. 1 2  (EN) Chaytor HJ, A History of Aragon and Catalonia, Londra, Methuen, 1933,  pp. 168-171.
4. 1 2 3  (FR) De Reparaz-Ruiz G, Essai sur l'histoire de la géographie de l'Espagne de l'antiquité au XVe siècle (fin), in Annales du Midi, vol. 52, n. 207, 1940,  pp. 280-341.
5. ↑  (EN) Unger RW, Ships on Maps: Pictures of Power in Renaissance Europe, Palgrave Macmillan UK, 2010,  p. 46, ISBN 978-0-230-28216-2.
6. ↑  (EN) Fernández-Armesto F, Before Columbus: exploration and colonisation from the Mediterranean to the Atlantic 1229-1492, Philadelphia, University of Pennsylvania Press, 2007,  pp. 158-161.
7. 1 2  Nordenskiöld 1896.
8. 1 2  (CA) Rosselló i Verger VM, Cartografia històrica dels Països Catalans, Univ. de València, Inst. d'Estudis Catalans, 2008,  p. 41, ISBN 978-84-370-7088-9.
9. ↑  (EN) Roel N, The Enigma of the Origin of Portolan Charts: A Geodetic Analysis of the Hypothesis of a Medieval Origin, BRILL, 2016,  p. 25, ISBN 978-90-04-28512-5.
10. 1 2  Pujades i Bataller 2007.
11. ↑  (EN) Aczel AD, The riddle of the compass: the invention that changed the world, Orlando, Harcourt Books, 2001,  p. 125, ISBN 978-0-15-600753-5.
12. 1 2   Magnaghi A, Atti del terzo Congresso geografico italiano tenuto in Firenze dal 12 al 17 aprile 1898, vol. 2, Tip. di M. Ricci, 1899,  p. 507.
13. ↑  Nordenskiöld 1897.
14. ↑  Winter 1958.
15. ↑  Campbell 1987.
16. ↑  Campbell 2011.
17. 1 2 3  (EN) Billion P, How did medieval cartographers work? New insights through a systematic analysis of the visual language of medieval portolan charts up to 1439 (PDF), in CFC, 2013,  pp. 33-45.
18. ↑  (CA) Homenatge als nostres pobles i a la seua gent: primer cicle de conferències al sud del País Valencià, Institut d'Estudis Catalans, 2004,  p. 49, ISBN 978-84-7283-723-2.
19. ↑   Parigi, Biblioteca nazionale di Francia, Cartes et Plans, Rés. Ge. B. n. 696.
20. 1 2 3 4 5  (EN) Roth C, The Jewish Contribution To Civilization, Harper, 1940,  pp. 69-72.
21. 1 2  (EN) Drees CJ, The Late Medieval Age of Crisis and Renewal, 1300-1500: A Biographical Dictionary (The Great Cultural Eras of the Western World), Greenwood, 2000,  pp. 119-120, ISBN 0-313-30588-9.
22. 1 2  The Cresques Project.
23. ↑  (PT) Reparaz G de, Mestre Jácome de Mallorca: Cartógrafo do Infante Coimbra, Università di Coimbra, 1930.
24. ↑  (EN) Randles WGL, The Alleged nautical school founded in the fifteenth century by Prince Henry at Sagres of Portugal, called the 'Navigator', in Imago Mundi, vol. 45, 1993,  pp. 20-28.
25. ↑  (EN) Barry Levy B, Planets, Potions, and Parchments: Scientifica Hebraica from the Dead Sea Scrolls to the Eighteenth Century, McGill-Queen's University Press, 1990,  pp. 119-120, ISBN 978-0-7735-0791-3. URL consultato il 28 aprile 2010.
26. ↑  (EN) Brauch J, Lipphardt A e Nocke A, Jewish topographies: visions of space, traditions of place, 2008,  p. 185, ISBN 9780754671183. URL consultato il 28 aprile 2010.